# Bolonjec
Bolonjec je pasma psov, ki izvira iz Italije in je zelo podoben pasmi maltežana. Čas izvora je srednji vek. Prvotna uporaba te pasme se ni dosti spremenila, saj je prvotna naloga psa še vedno biti človekov družabnik. Življenjska doba te pasme je od 14 do 15 let. Pes je prijazen, malo bolj zadržan in plah, je pa zelo učljiv. Z belo bombažasto dlako je primeren za skoraj vse vrste podnebja. Ta pasma se razume z drugimi psi, mačkami in otroci. Potrebujejo veliko pozoznosti, zato nekatere predstavnike te pasme skoraj nemogoče pustiti same doma. Obnašajo se oprezno in nezaupljivo. Potrebujejo srednje veliko gibanja, kar pomeni, da na daljših sprehodih prav tako ne uživajo. S temi psi se je treba kar veliko ukvarjati in jim redno razčesati kožuh, tako da niso ravno primerni za lastnike, ki nimajo potrebnega časa za zahtevno nego njihovega kožuha. Njihova dlaka je bujna, nakodrana, volnata in dolga. Vedno je bele barve. Nimajo podlanke. V dlaki bolonjca radi nastajajo vozlički, ki jih je treba dnevno temeljito prečesati. Pri tem moramo nameniti posebno pozornost predelom na trebuhu, za ušesi ter med sprednjimi in zadnjimi nogami. Poleg tega je treba bolonjca redno kopati, da dlaka ostane snežno bela. Prednost te pasme je, da dlake ne puščajo po stanovanju. Odmrlo dlako jim je treba odstraniti s krtačo. Redno jim je treba kontrolirati tudi ušesa, jih očistiti in na vhodu v ušesni kanal odstraniti odvečno dlako. Po potrebi odvečno dlako postrižemo tudi med blazinicami. Bolonjci so veseli, mirni, čuječi ter svoji družini zelo vdani psi. Vzgoja teh psov je v večini primerov neproblematična.Ti psi se dokaj hitro učijo in zelo radi delajo za svojega gospodarja.